# Kıraç
Kıraç ist ein türkischer männlicher Vorname und Familienname mit der Bedeutung „dürr, unfruchtbar, öde; dünn, hager, mager“.

## Namensträger

### Familienname
- Güven Kıraç (* 1960), türkischer Schauspieler
- Mustafa Cahit Kıraç (* 1956), türkischer Politiker, Gouverneur mehrerer Provinzen
- Tufan Kıraç (* 1972), türkischer Rockmusiker und Filmkomponist